# Felix Neureuther
Felix Neureuther (Garmisch-Partenkirchen, 26 maart 1984) is een Duitse alpineskiër die gespecialiseerd is in de slalom. Hij is de zoon van de voormalige Duitse topskiërs Christian Neureuther en Rosi Mittermaier.

## Carrière
Felix Neureuther domineerde de slalom in de Duitse jeugdcategorieën en verraste in het seizoen 2001/2002 enigszins door als 18-jarige de tweede plaats in de Duitse kampioenschappen te veroveren. Een seizoen later pakte hij zijn eerste nationale titel en maakte hij zijn debuut in de FIS Wereldbeker.
Zijn grootste internationale succes tot nu toe boekte hij op de wereldkampioenschappen 2005, daar maakte hij deel uit van het Duitse team dat goud veroverde in de landenwedstrijd.
Op het WK van 2007 in het Zweedse Åre was Neureuther op weg naar een medaille bij de slalom, na de eerste run stond hij tweede in het klassement, en ook tijdens de tweede run was hij in de tussentijden sneller dan de voor hem gestarte skiërs, maar net over de helft verloor hij zijn evenwicht, miste een poortje en ging onderuit.
Neureuther behaalde zijn eerste wereldbekeroverwinning op de slalom in het seizoen 2009/2010 in Kitzbühel. Hij trad daarmee in de voetsporen van zijn vader Christian Neureuther, die 31 jaar eerder diezelfde wedstrijd had gewonnen.
Na zijn zege in Kitzbühel trok Neureuther met hoge verwachtingen naar de Olympische Winterspelen 2010. Hij begon uitstekend met een achtste plaats in de reuzenslalom, zijn beste resultaat ooit op die discipline. De bekroning had er vervolgens moeten komen op de slalom, Neureuthers specialiteit. Na slechts 27 seconden ging Neureuther echter op de olympische slalom al in de fout, zijn zwaartepunt kwam te ver naar achter en hij viel uit.
Bij de wereldbekerfinale in zijn thuisstad Garmisch-Partenkirchen meteen na de Olympische Spelen behaalde hij de tweede wereldbekerzege uit zijn carrière op de slalom.
Op het WK 2013 in Schladming behaalde hij een zilveren medaille op de slalom. Neureuther eindigde tweede in het eindklassement van de wereldbeker slalom 2012/2013, mede door wereldbekerzeges in Wengen en Lenzerheide.
Tijdens de Olympische Winterspelen 2014 in Sotsji eindigde Neureuther opnieuw achtste op de reuzenslalom. Hij werd gesponsord door Jack Wolfskin.
In 2019 nam Neureuther deel aan zijn laatste officiële wedstrijd.

## Resultaten

### Olympische Spelen
| Jaar | Plaats    | Resultaten                    |
| ---- | --------- | ----------------------------- |
| 2006 | Turijn    | DNF2 slalom DNF1 reuzenslalom |
| 2010 | Vancouver | 8e reuzenslalom DNF1 slalom   |
| 2014 | Sotchi    | 8e reuzenslalom DNF2 slalom   |

### Wereldkampioenschappen
| Jaar | Plaats                 | Resultaten                                           |
| ---- | ---------------------- | ---------------------------------------------------- |
| 2003 | St. Moritz             | 15e slalom 35e reuzenslalom                          |
| 2005 | Bormio                 | 19e slalom · DNF(1) reuzenslalom · landenwedstrijd   |
| 2007 | Åre                    | DNF(2) slalom DNF(1) reuzenslalom 7e landenwedstrijd |
| 2009 | Val d'Isère            | 19e reuzenslalom 4e slalom                           |
| 2011 | Garmisch-Partenkirchen | 34e reuzenslalom DNF(2) slalom                       |
| 2013 | Schladming             | slalom · 10e reuzenslalom                            |
| 2015 | Vail/Beaver Creek      | Slalom · 4e Reuzenslalom                             |
| 2017 | Sankt Moritz           | Slalom · 16e Reuzenslalom                            |
| 2019 | Åre                    | DSQ2 Slalom                                          |

### Wereldkampioenschappen junioren
| Jaar | Plaats          | Resultaten                   |
| ---- | --------------- | ---------------------------- |
| 2001 | Verbier         | 9de slalom                   |
| 2002 | Sella Nevea     | DNF(1) slalom                |
| 2003 | Serre Chevalier | DNF(1) reuzenslalom          |
| 2004 | Maribor         | DSQ slalom 14de reuzenslalom |

### Wereldbeker
Eindklasseringen
| Seizoen   | Algm | SL     | RS  | SG  | SC  |
| --------- | ---- | ------ | --- | --- | --- |
| 2003/2004 | 62e  | 25e    | -   | -   | -   |
| 2004/2005 | 83e  | 33e    | -   | 48e | -   |
| 2005/2006 | 48e  | 17e    | 41e | -   | -   |
| 2006/2007 | 32e  | 8e     | 31e | -   | -   |
| 2007/2008 | 25e  | 7e     | -   | -   | -   |
| 2008/2009 | 47e  | 15e    | -   | -   | 43e |
| 2009/2010 | 21e  | 5e     | 44e | -   | 42e |
| 2010/2011 | 17e  | 8e     | 29e | -   | 11e |
| 2011/2012 | 22e  | 6e     | 36e | -   | -   |
| 2012/2013 | 4e   | Zilver | 6e  | 55e | -   |
| 2013/2014 | 5e   | Zilver | 5e  | -   | -   |
| 2014/2015 | 4e   | Zilver | 8e  | -   | -   |
| 2015/2016 | 8e   | Brons  | 7e  | -   | -   |
| 2016/2017 | 5e   | 4e     | 4e  | -   | -   |
| 2017/2018 | 62e  | 25e    | -   | -   | -   |
| 2018/2019 | 38e  | 14e    | 46e | -   | -   |

Wereldbekeroverwinningen
| Datum            | Plaats                 | Onderdeel    |
| ---------------- | ---------------------- | ------------ |
| 24 januari 2010  | Kitzbühel              | Slalom       |
| 13 maart 2010    | Garmisch-Partenkirchen | Slalom       |
| 1 januari 2013   | München                | City Event   |
| 20 januari 2013  | Wengen                 | Slalom       |
| 17 maart 2013    | Lenzerheide            | Slalom       |
| 6 januari 2014   | Bormio                 | Slalom       |
| 11 januari 2014  | Adelboden              | Reuzenslalom |
| 24 januari 2014  | Kitzbühel              | Slalom       |
| 9 maart 2014     | Kranjska Gora          | Slalom       |
| 22 december 2014 | Madonna di Campiglio   | Slalom       |
| 17 januari 2015  | Wengen                 | Slalom       |
| 14 februari 2016 | Yuzawa Naeba           | Slalom       |
| 12 november 2017 | Levi                   | Slalom       |